# Guerre hispano-portugaise de 1735-1737

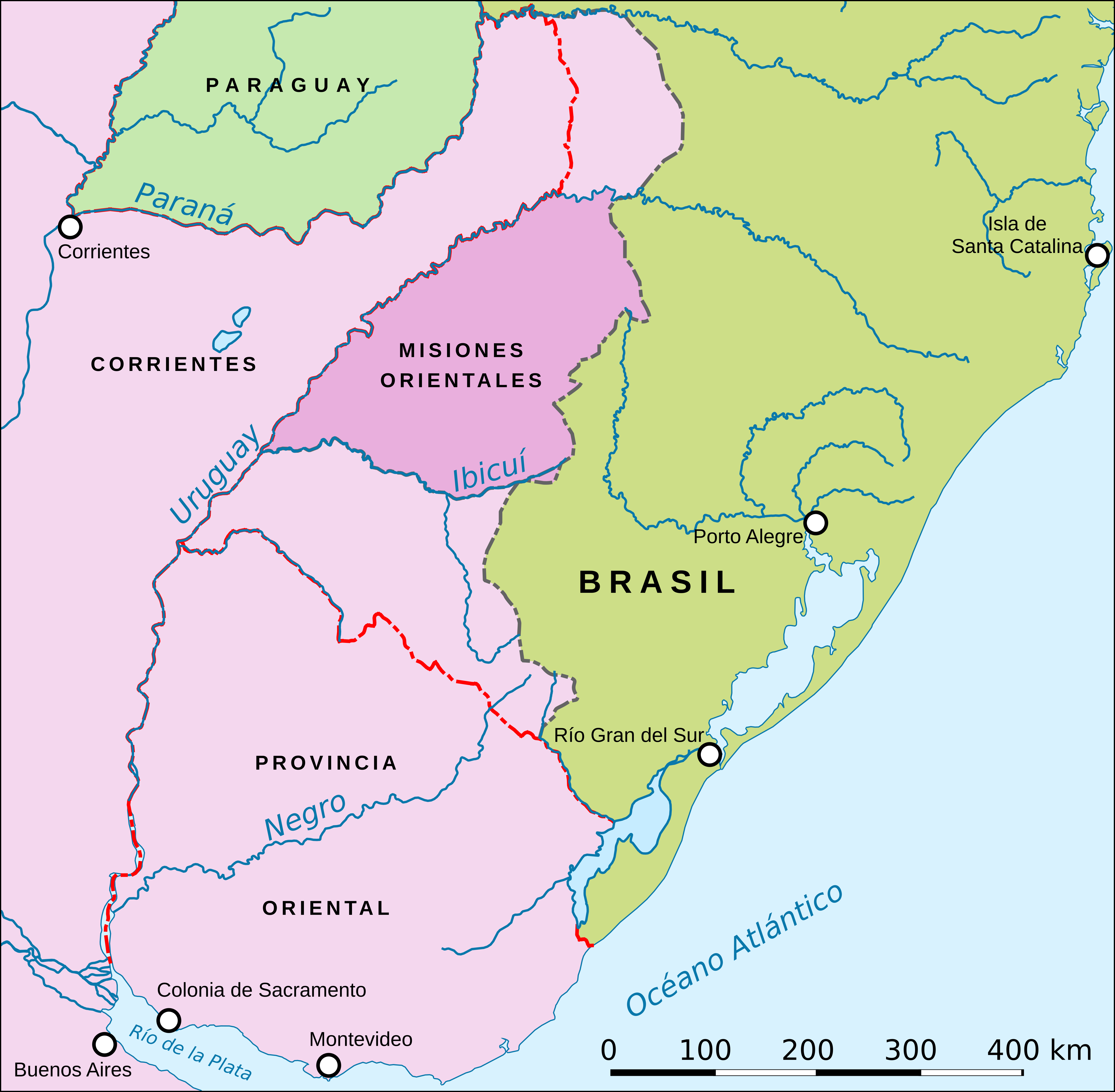
Bande orientale.

La guerre hispano-portugaise de 1735-1737 est un conflit qui prit place dans la Bande orientale, en Amérique du Sud (actuel Uruguay), entre les deux empires coloniaux espagnol et portugais.

## Histoire
Dans les années 1730, la Bande orientale était peu peuplée, située à la frontière entre territoires espagnols (Gouvernorat du Río de la Plata (en)) et portugais (Brésil colonial). L'Espagne avait des vues sur la région, se basant sur les clauses du Traité de Tordesillas de 1494, accordant aux Espagnols la majeure partie du continent sud-américain, en dehors de l'actuel Brésil. Malgré ces prétentions, c'était le Portugal, qui, le premier, s'était mis à coloniser la Bande en fondant la ville de Colonia del Sacramento en 1680. Les Espagnols s'en étaient emparés à deux reprises, d'abord en 1681, puis en 1705, mais avaient dû la rendre aux Portugais en vertu du Traité d'Utrecht de 1713.
Les années suivantes virent une expansion portugaise autour de Colonia del Sacramento, dans un rayon s'étendant parfois à plus de 120 km de la ville. En guise de réaction, Bruno Mauricio de Zabala, capitaine général de Rio de la Plata, fonda Montevideo le 24 décembre 1726 afin de contrer toute nouvelle expansion future. Mais le commerce portugais devint rapidement gênant pour les autorités espagnoles, qui considérèrent rapidement ces échanges comme des actions de contrebande et la présence portugaise comme illégale.
En mars 1734, le nouveau capitaine général de Rio de la Plata, Miguel de Salcedo y Sierraalta, reçut l'ordre de Madrid de réduire la présence portugaise autour de Colonia. Dans cette optique, il envoya un ultimatum à António Pedro de Vasconcelos, le gouverneur portugais de l'établissement, qui dut d'abord plier devant la volonté espagnole. Un an plus tard, en 1735, les tensions s'accrurent entre les deux camps, et une flotte espagnole captura plusieurs navires portugais. Le 19 avril, José Patiño Rosales, premier ministre espagnol, ordonna à Salcedo d'attaquer Sacramento. Celui-ci, soutenu par quelque 4 000 amérindiens Guaraní provenant des réductions jésuites de la région, rassembla une armée de 1 500 hommes afin de marcher sur les positions portugaises, mais délaissa de nombreuses cibles secondaires le long de sa route. Le siège de la ville débuta le 14 octobre 1735. À ce moment, Vasconcelos avait préparé la défense de Sacramento à l'aide d'une garnison de 900 hommes, et envoyé un messager à Rio de Janeiro afin de demander des renforts. Le gouverneur portugais José da Silva Paes envoya six navires qui parvinrent le 6 janvier à Sacramento, suivis de douze autres vaisseaux quelques jours plus tard. Les Espagnols, qui avaient tenté d'imposer un blocus maritime à la ville, durent retirer leur flotte par suite de la supériorité navale acquise par leurs adversaires.
En 1736 et 1737, chaque camp dépêcha d'autres navires, déclenchant plusieurs affrontements navals. Malgré la tentative de l'Espagne de reprendre le dessus sur les eaux, le Portugal réussit à y conserver sa supériorité. Le 6 septembre 1736, les Portugais poussèrent leur avantage jusqu'à mettre le siège devant Montevideo, mais durent se retirer à la suite de l'envoi, par Salcedo, d'une force de secours de 200 hommes. Le 16 mars 1737, sous l'influence de la France, des Provinces-Unies et de la Grande-Bretagne, un traité put être signé. En septembre, chaque camp rappela ses troupes, tandis que Salcedo perdit son titre de gouverneur. La guerre ne fut dans l'ensemble que locale et ne concerna réellement que quelques milliers d'hommes de chaque côté.